# Sammy Taylor (Fußballspieler)
Samuel James „Sammy“ Taylor (* 17. September 1893 in Sheffield; † Januar 1973 ebenda) war ein englischer Fußballspieler.

## Sportlicher Werdegang
Taylor spielte zunächst für verschiedene Werksmannschaften sowie während des Ersten Weltkriegs als Gastspieler für diverse Klubs, ehe er sich bei anschließender Wiederaufnahme des Spielbetriebs dem seinerzeitigen Zweitligisten Huddersfield Town anschloss. In der Spielzeit 1919/20 war der Stürmer mit 35 Saisontoren überragender Torschütze der zweithöchsten englischen Spielklasse, als deren Torschützenkönig führte er den Klub als Vizemeister hinter Tottenham Hotspur zum Aufstieg in die First Division. Zudem war er mit sechs Toren erfolgreich, als die von Ambrose Langley trainierte Mannschaft im FA Cup 1919/20 das Finalspiel erreichte. Dort setzte sich der Erstligist Aston Villa nach einem Treffer von Billy Kirton mit einem 1:0-Sieg nach Verlängerung durch. In der höchsten Spielklasse gelangen Taylor nur vier Treffer in der ersten Saisonhälfte, sodass er im Januar 1921 zum Zweitligisten The Wednesday transferiert wurde. Dort war er zwar wieder etwas erfolgreicher, bis 1925 traf er in 120 Meisterschaftsspielen 36 mal.
1925 verließ Taylor die Football League in Richtung Mansfield Town, kehrte aber nach einer Spielzeit als Spieler des FC Southampton in die Second Division zurück. Nachdem er gegen Ende der Spielzeit 1927/28 durch Charlie Petrie verdrängt worden war, wurde er zu Halifax Town in die Third Division North transferiert. Anschließend folgten noch Stationen bei Grantham Town, dem FC Chesterfield und dem walisischen Klub AFC Llanelli auf dem Weg in den Karriereausklang.